# Karl-Erik Heinerborg
Karl-Erik Heinerborg, Karl Erik Sackarias Heinerborg, född 12 oktober 1924 i Skänninge, Östergötland, död 4 oktober 1991 i Stockholm, var en svensk pastor och föreståndare för Filadelfiaförsamlingen, Stockholm.
Heinerborg efterträdde Willis Säwe som föreståndare. Egentligen hade Säwe tänkt sig sin medarbetare Samuel Edestav som efterträdare, men när Lewi Pethrus hörde detta i USA, kom han till Stockholm och argumenterade inför församlingens äldste att de borde kalla Heinerborg från pingstförsamlingen i Linköping. Där var Heinerborg pastor från 1962 till 1973. Heinerborg var ansvarig utgivare för Evangelii Härold 1975 till 1991.
Under Heinerborgs tid organiserade församlingen konferenser med bland andra karismatikerna Yonggi Cho och John Wimber som talare.
Heinerborgs son Gerth Heinerborg var gift med sångaren Inger Heinerborg.
Karl-Erik Heinerborg är begravd på Norra begravningsplatsen utanför Stockholm.